# Véronique Roy (archiviste)
Pour les articles homonymes, voir Véronique Roy et Roy.
Véronique Roy est un auteur de thriller, née le 22 octobre 1960. Elle a travaillé comme archiviste au Muséum national d'histoire naturelle de Paris avant de devenir chargée de mission Art et sciences du Grand Etablissement en 2024.
Son livre Muséum a été édité en 2006.

## Présentation du thrillerMuséum
Le milieu dans lequel sévit le tueur en série est le Muséum national d'Histoire naturelle de Paris, la Ménagerie du Jardin des plantes et les quartiers de Paris environnants. En arrière-plan, il y a de nombreux rappels sur l'histoire des sciences : Teilhard de Chardin (scientifique et religieux), l'hypothèse de la panspermie de Fred Hoyle , le créationnisme et la théorie de l'évolution...etc.
L'un des personnages principaux, Peter Osmond, est inspiré de Stephen Jay Gould (il y a entre autres une allusion à la théorie des équilibres ponctués). C'est l'un des personnages qui aident à résoudre les énigmes.
L'auteur présente avec humour le désordre indescriptible qui règne dans le musée depuis des dizaines d'années.